# Площадь Растрелли
Площадь Растре́лли — площадь в Центральном районе Санкт-Петербурга. Расположена на пересечении Шпалерной улицы, Таврического переулка, улицы Смольного, переулка Кваренги и Лафонской улицы.

## Наименование
Первоначальное название Смольная площадь известное с 1821 года, названа по Смольному Воскресенскому монастырю (дом 3). В путеводителе 1853 года обозначена как площадь Смольного Монастыря. С 30 июля 1864 года по 1884 год называлась Мариинская площадь, в честь императрицы Марии Фёдоровны жены императора Павла I. Связано с тем, что Смольный Воскресенский собор и многие учреждения вокруг него принадлежали к «Ведомству Императрицы Марии». С середины 1860-х параллельно носила название Екатерининская площадь, дано по Екатерининской улице. 
6 октября 1923 года переименована в площадь Зодчего Растрелли в честь Б. Ф. Растрелли, автора проекта Смольного Воскресенского собора. С 1929 года носит современное название площадь Растрелли.

## История

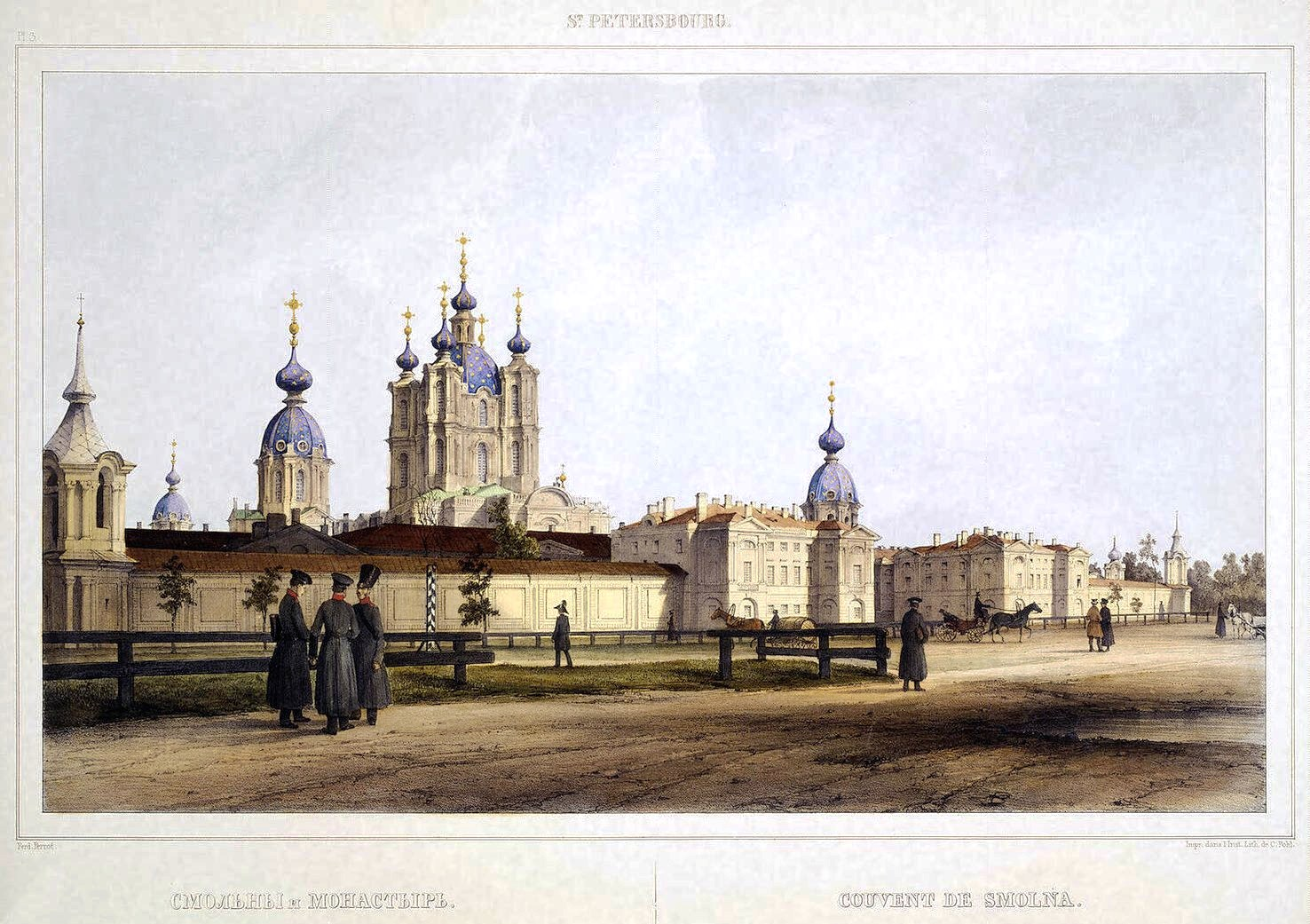
Ф.-В. Перро. Вид Смольного монастыря.
1841 год

## Ансамбль площади

### Смольный монастырь (площадь Растрелли, дом 1,улица Смольного, дом, 1)
Смольный монастырь построен по указу императрицы Елизаветы Петровны в 1748—1769 годах на месте Смольного двора по проекту архитектора Ф. Растрелли в стиле барокко. В плане представляет собой крестообразное каре, образованное корпусами келий и вдовьего дома, в центре которого пятиглавый Смольный собор. По углам четыре одноглавые церкви: Церковь Св. Екатерины (на втором этаже северо-восточной башни с курантами), Церковь Св. Захарии и Елизаветы (на третьем этаже северо-западной башни); Церковь Александра Невского при императорском Воспитательном обществе благородных девиц (в юго-восточной монастырской башне). Сейчас в корпусе 1Б монастыря размещаются комитеты администрации Санкт-Петербурга, Союз промышленников и предпринимателей Санкт-Петербурга и почтовое отделение. В корпусе 1/3 размещаются различные факультеты Санкт-Петербургского государственного университета.

#### Смольный собор
Воскресенский собор или Смольный собор или Собор всех учебных заведений — возведен в 1748—1757 годах, как соборный храм Смольного монастыря по проекту архитектора Франческо Бартоломео Растрелли. Строительство закончилось в 1835 году под руководством архитектора В.П. Стасова. Нижняя часть храма, расчлененная на 2 яруса, увенчана высоким световым барабаном, к которому примыкают 4 звонницы. Собор был главным храмом учебных заведений Ведомства учреждений императрицы Марии Фёдоровны. Весной 1923 года собор закрыт, национализирован и передан отделу музеев, долгое время использовался под склад. С 1974 передан в филиал Музея истории Ленинграда, с 1990 используется как концертно-выставочный зал. 24 мая 2009 года в храме был совершен молебен впервые в постсоветское время, а 7 апреля 2010 года была совершена первая Божественная литургия, её провёл митрополит Санкт-Петербургский и Ладожский Владимир.

### Ленинградский научно-исследовательский радиотехнический институт (площадь Растрелли, дом 2,Лафонская улица, дом 2)
Ленинградский научно-исследовательский радиотехнический институт или Российский институт радионавигации и времени. Здание в стиле сталинского классицизма построено в 1952—1955 годах по проекту архитекторов С.Б. Сперанского и А.И. Князева. Сейчас в здании кроме Института размещаются комитеты правительства Ленинградской области, Законодательное собрание Ленинградской области, страховая компания, отделения банков.

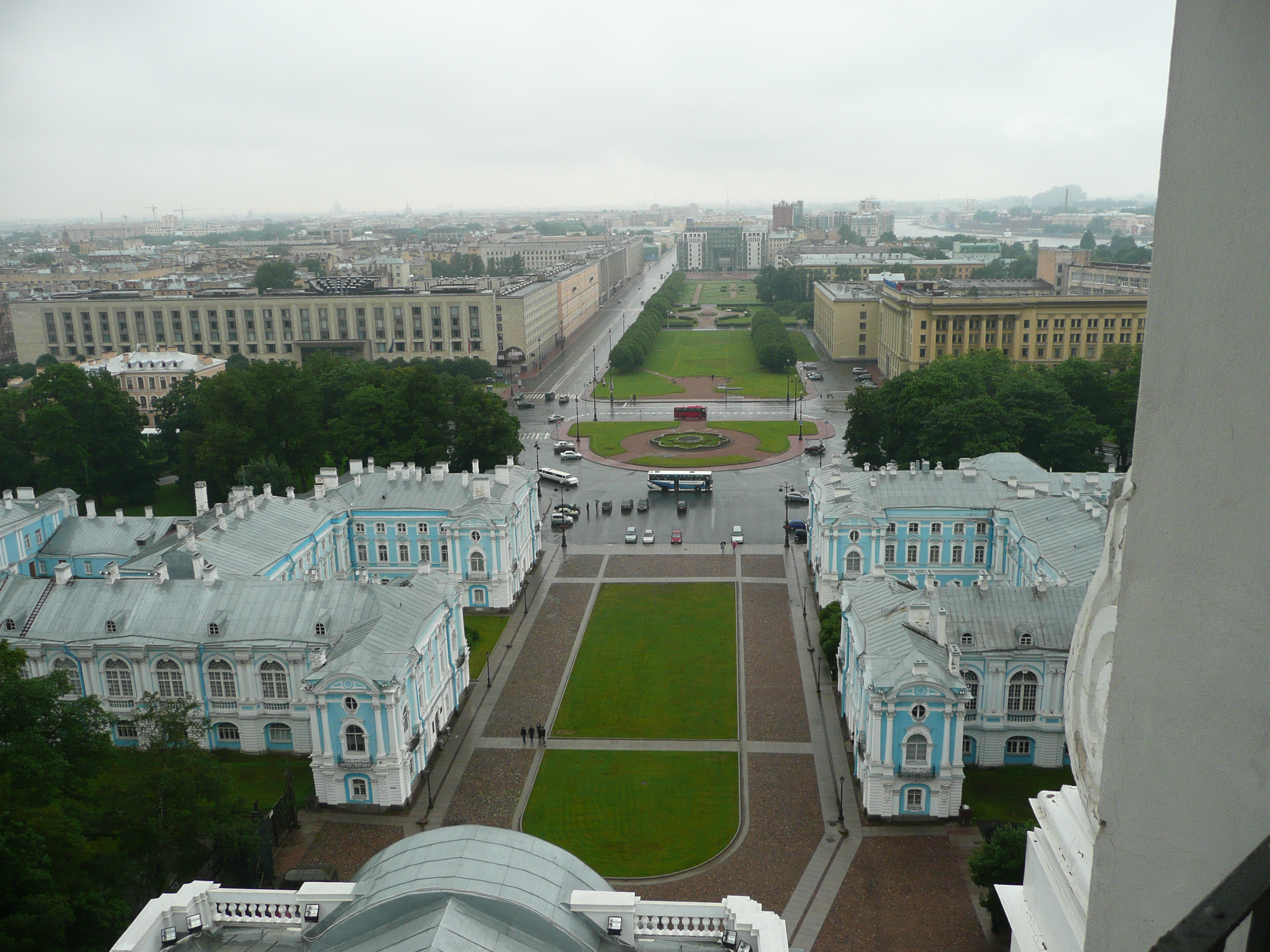
Вид на площадь Растрелли со Смольного собора
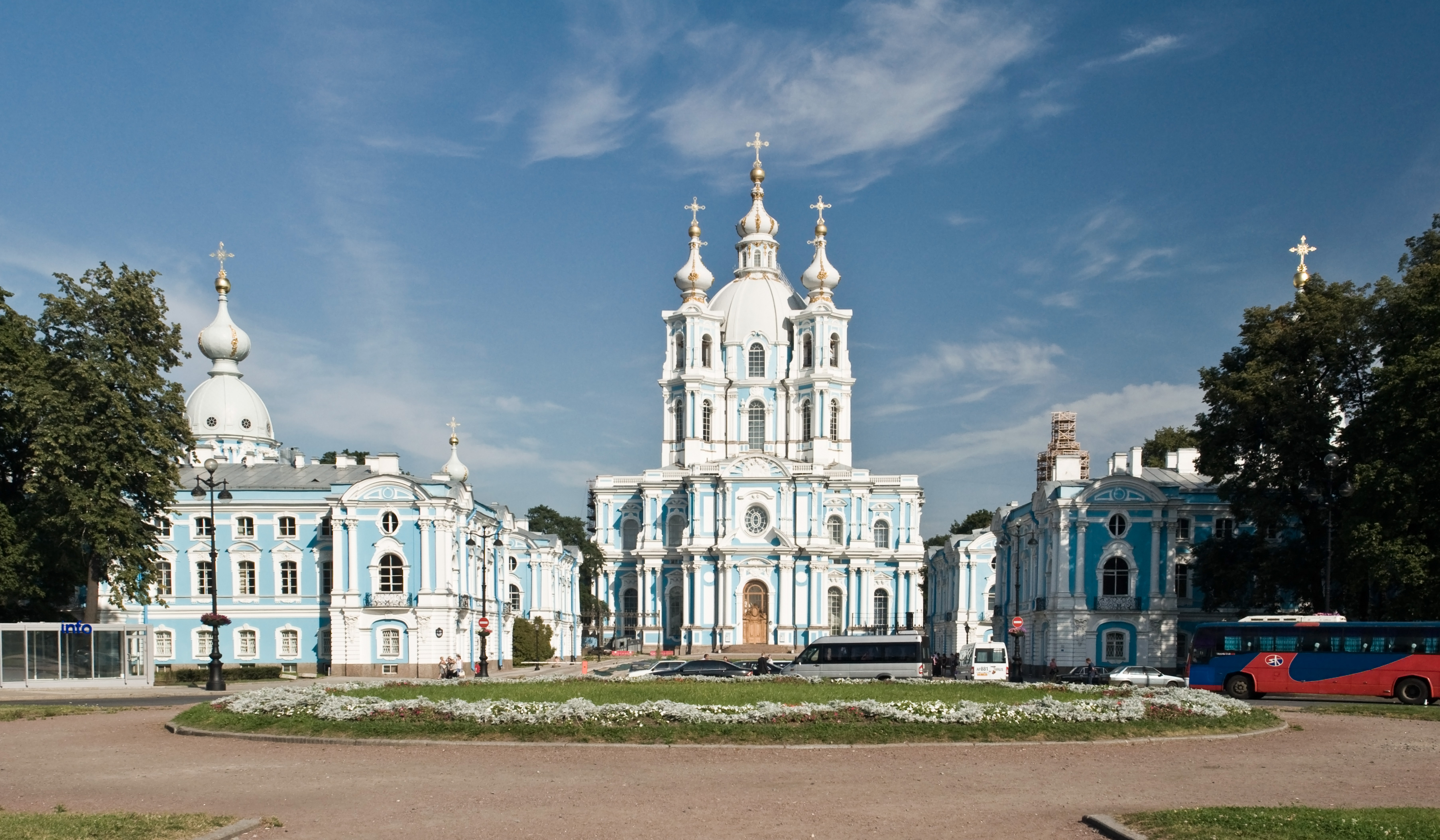
Смольный собор, вид с площади Растрелли
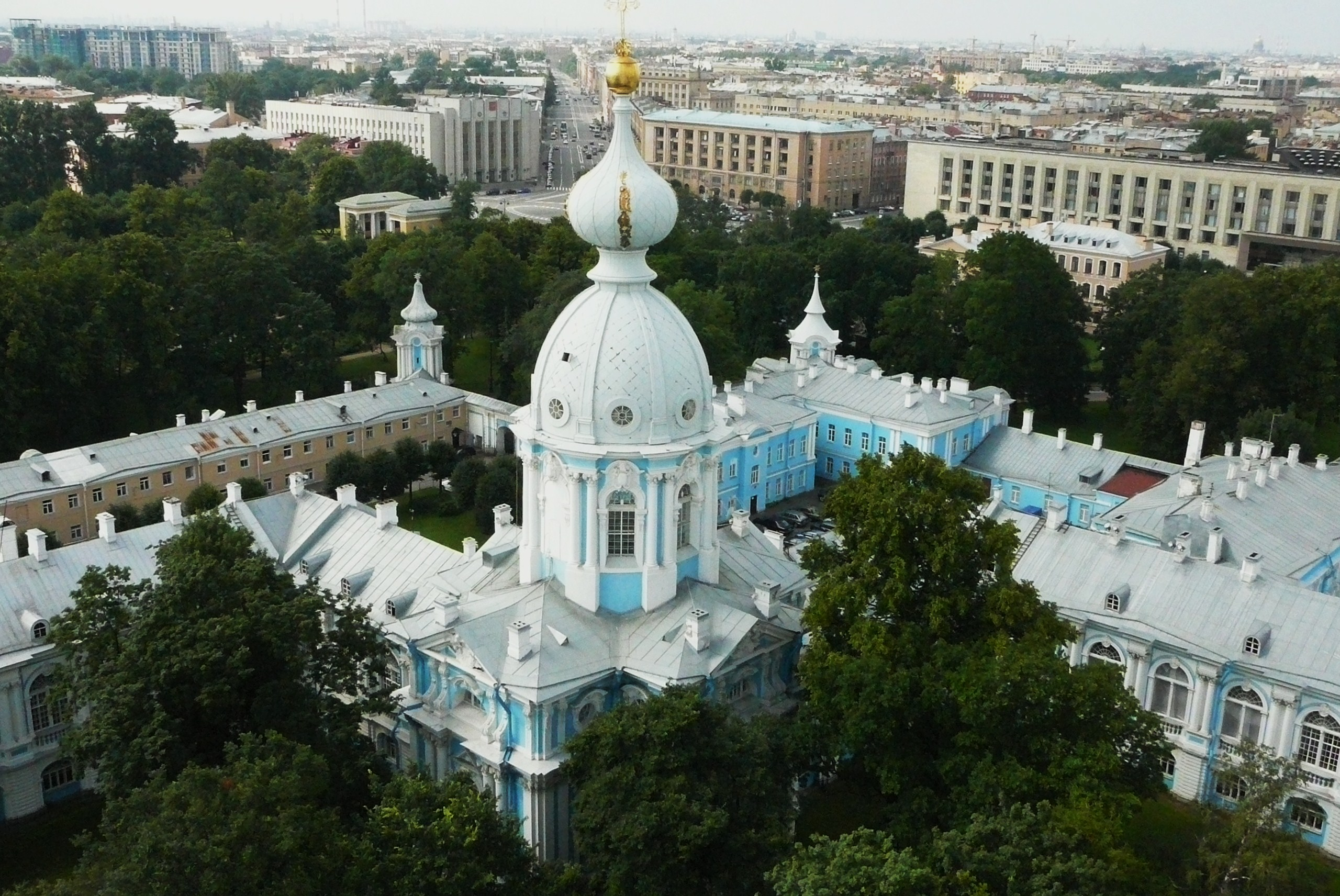
Смольный монастырь, Лютеранская церковь святой Марии при Вдовьем доме
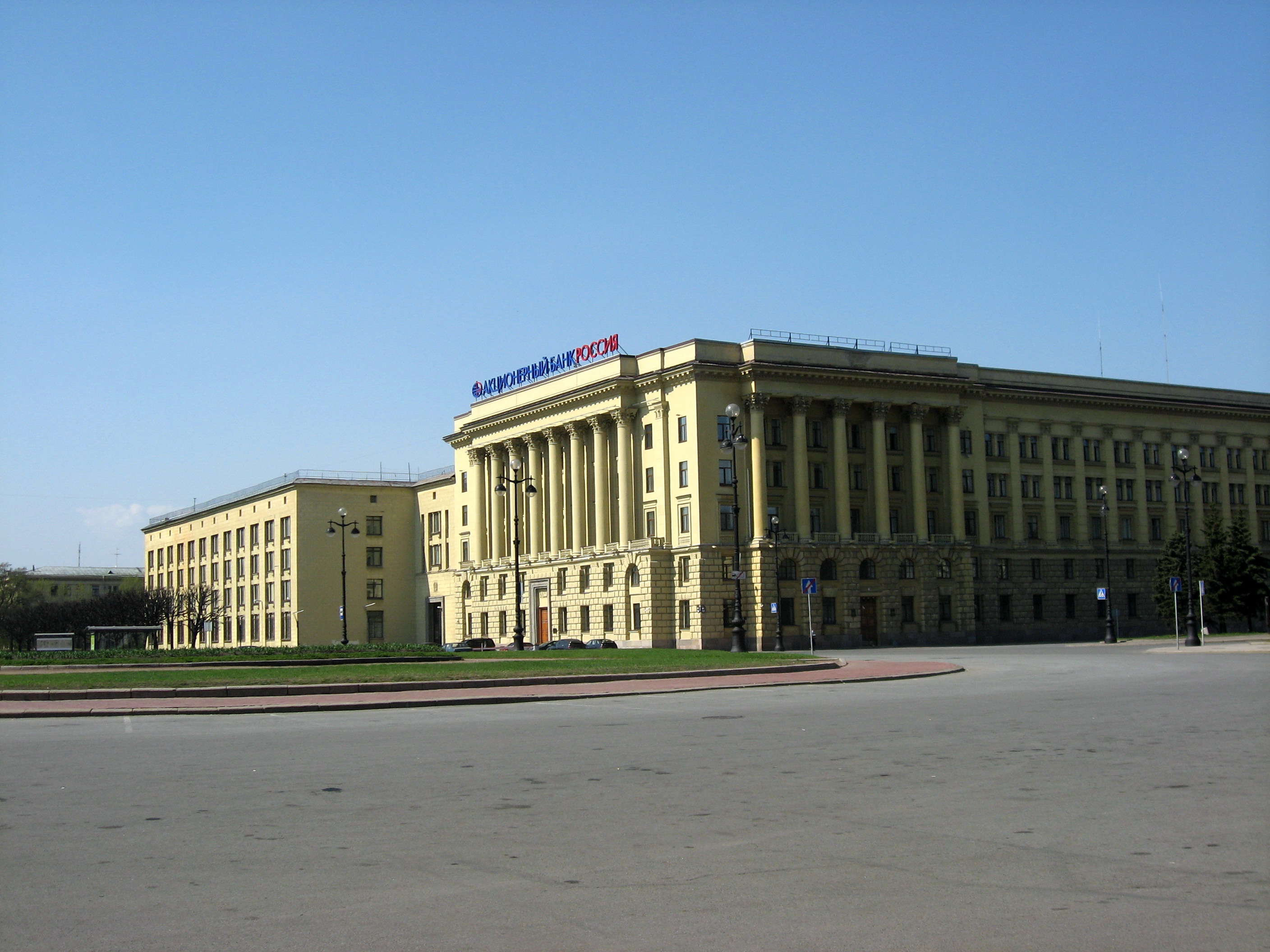
Здание Российского Института радионавигации и времени

## Транспорт
Ближайшая станция метро:  «Чернышевская» (2,2 км). На площади есть остановки общественного транспорта «Смольный собор» и «Площадь Растрелли», на них останавливаются автобусы №74, 136, 169А.